# Marco Polo-broincidenten
Marco Polo-broincidenten, i sydvästra Peking, eller Lugoubron som den kallas av kineserna, anser de flesta historiker vara inledningen till det andra kinesisk-japanska kriget.
Den 7 juli 1937 utförde ockuperande japanska trupper en rutinövning vid den muromgärdade staden Wanping, sydväst om Peking, under hård kontroll av kinesiska soldater. Trupperna var många, och japanerna kunde inte hålla reda på alla, och missade att en ung japansk soldat sprang ifrån sina officerare och in i staden för att gömma sig. Han antogs ha deserterat, men det passade de japanska generalerna utmärkt. Japan hade varit en hårsmån ifrån att attackera Kina, men hade ingen riktig anledning att gå in. En ursäkt som nu kom serverad. Den japanske befälhavaren bad om att få tåga in i Wanping och leta rätt på soldaten, men kineserna avböjde. De var rädda att japanerna skulle luras och anfalla istället, något de inte ville riskera. Resultatet blev inte i deras favör. Kineserna fick en ny chans att acceptera, men svarade inte då heller. Vid midnatt började japanerna bombardera staden med sitt artilleri och strid bröt ut i staden. Den kinesiska styrkan som försvarade staden uppgick bara till 100 man och slogs ut varefter japanska styrkor tog kontroll över Wanping och Marco Polo-bron. Tillströmmande kinesiska förstärkningar som översteg de japanska trupperna i antal tvingade japanerna att dra sig tillbaka.